# Pénfigo vegetante
El pénfigo vegetante es una rara variante de pénfigo vulgar en la que existe una respuesta vegetante papilomatosa. Las zonas erosionadas no se curan como es habitual, sino que forman un crecimiento papilomatoso.
Representa el 1-2% de los casos de pénfigo y es una variante relativamente benigna del pénfigo vulgar. Se reconocen dos formas:
- El pénfigo vegetariano de Neumann es una enfermedad del pénfigo vulgar ligeramente más extensa que el pénfigo vegetariano de Hallopeau.[2] Este tipo es más común y se caracteriza por lesiones tempranas similares a las del pénfigo vulgar con grandes bullas y áreas erosivas. La curación se produce mediante la formación de tejido de granulación. Lleva el nombre del dermatólogo austriaco Isidor Neumann.
- El pénfigo vegetariano de Hallopeau es una enfermedad de pénfigo vulgar.[3] Recibe el nombre de François Henri Hallopeau. Este tipo es menos agresivo y presenta pústulas y no bullas. Estas pústulas cicatrizan por vegetaciones hiperqueratósicas verrugosas.